# Bezoar

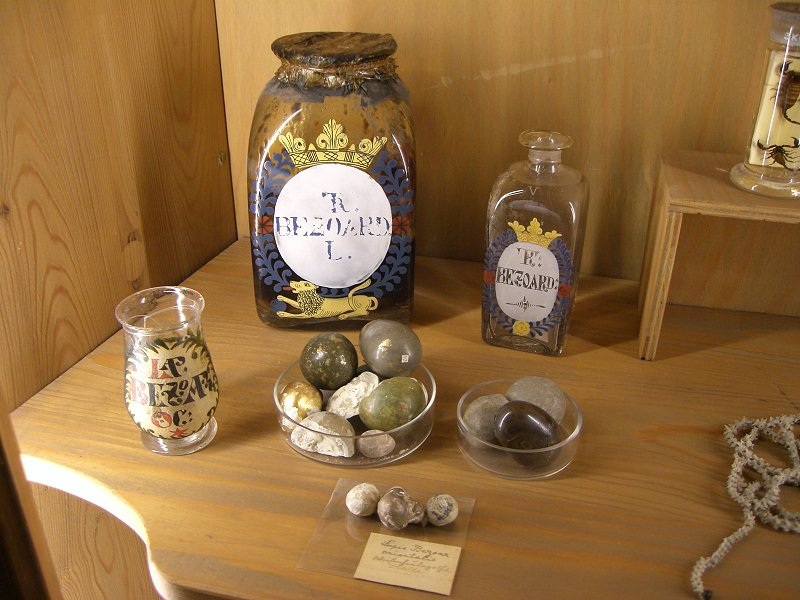
Bezoars uit een oude apotheek

Een bezoar of enteroliet is een vast, steenachtig lichaam dat voorkomt in de maag of in de darm. Een bezoar kan worden veroorzaakt door het inslikken van haar, bijvoorbeeld bij katten en knaagdieren. Soms worden opzettelijk stenen ingeslikt door dieren om hun spijsvertering te verbeteren.
Vroeger dichtte men heilzame kwaliteiten toe aan de bezoar; de steen werd beschouwd als een geneesmiddel tegen alle mogelijke kwalen.

## Bij de mens
Soms komen bezoars bij de mens voor. Vooral de volgende oorzaken zijn beschreven:
- Trichobezoar: bevat haar, wordt het meest gerapporteerd. Haar wordt blijkbaar nauwelijks in de maag verteerd. Een variant hiervan is het Rapunzel-syndroom: een trichobezoar die niet alleen in de maag zit, maar ook in de twaalfvingerige darm.[1]
- Phytobezoar: een brok plantenresten, belangrijkste oorzaak lijkt tannine. Een frequente oorzaak hiervan is het eten van onrijpe kaki-vruchten.[2][3]
- Medicatie[4]
- Poedermelk (babyvoeding)
- Voedsel
- Bij lijmsnuivers is als complicatie weleens een bezoar geconstateerd. Wanneer ze de lijm van een dot watten opsnuiven ademen ze ook microscopisch kleine vezels in. De vezels slaan neer in de keel en luchtpijp waar ze door rochelen en slikken uiteindelijk in de maag terechtkomen en samenklonteren tot een bezoar.
- Ingeslikte steentjes

Pica, gedrag waarbij men (grote) hoeveelheden consumeert van een materiaal dat niet (primair) bedoeld of geschikt is als voedsel, kan afhankelijk van het geconsumeerde materiaal bezoars veroorzaken.

## Naam
De term bezoar komt oorspronkelijk uit het Perzisch. Het Perzische pâdzahr (پادزهر) betekent letterlijk: bescherming tegen gif. De bezoargeit, een roodbruine soort geit die o.a. in de bergen van Voor-Azië en op sommige Griekse eilanden voorkomt en vaak dit type maagstenen heeft, is naar de bezoar vernoemd. In de middeleeuwen werden aan bezoarstenen magische eigenschappen toegekend.
Tegenwoordig wordt de naam bezoar aan alle maagstenen toegekend.

## In populaire cultuur
- In de Harry Potter-boeken van de Britse schrijfster J.K. Rowling komt de bezoar ook voor, en wordt dan gebruikt als tegengif tegen de meeste giftige toverdranken.